# آدولف واگنر (وزنه‌بردار)
آدولف واگنر (آلمانی: Adolf Wagner; ۲۷ ژوئن ۱۹۱۱ – ۹ آوریل ۱۹۸۴) وزنه‌بردار اهل آلمان بود.